# Карабалицький район
Карабали́цький район (каз. Қарабалық ауданы, рос. Карабалыкский район) — адміністративна одиниця у складі Костанайської області Казахстану. Адміністративний центр — селище Карабалик.

## Населення
Населення — 24839 осіб (2021; 31399 у 2009, 43145 у 1999, 51981 у 1989).
Національний склад (станом на 2010 рік):
- росіяни — 13737 осіб (39,71 %)
- казахи — 10164 особи (29,38 %)
- українці — 5306 осіб (15,34 %)
- німці — 2117 осіб (6,12 %)
- татари — 839 осіб
- білоруси — 808 осіб
- башкири — 365 осіб
- вірмени — 208 осіб
- чеченці — 151 особа
- мордва — 121 особа
- удмурти — 114 осіб
- чуваші — 101 особа
- молдовани — 92 особи
- азербайджанці — 91 особа
- поляки — 69 осіб
- інгуші — 17 осіб
- корейці — 16 осіб
- інші — 280 осіб

## Історія
Район був утворений 17 червня 1928 року. У період 1963-1997 роках район називався Комсомольським.

## Склад
До складу району входять 1 селищна адміністрація, 2 сільські адміністрації та 10 сільських округів:
| Поселення                          | Площа, км² | Населення, осіб (1989) | Населення, осіб (1999) | Населення, осіб (2009) | Населення, осіб (2021) | Центр        | Населені пункти |
| ---------------------------------- | ---------- | ---------------------- | ---------------------- | ---------------------- | ---------------------- | ------------ | --------------- |
| Карабалицька селищна адміністрація | -          | 13802                  | 11768                  | 11080                  | 10966                  | Карабалик    | 1               |
| Лісна сільська адміністрація       | -          | 1600                   | 1357                   | 848                    | 540                    | Лісне        | 1               |
| Побєдинська сільська адміністрація | -          | 1853                   | 1406                   | 906                    | 343                    | Побєда       | 1               |
| Білоглинський сільський округ      | -          | 2721                   | 2518                   | 1874                   | 1695                   | Білоглинка   | 3               |
| Боскольський сільський округ       | -          | 3484                   | 3454                   | 2089                   | 1415                   | Босколь      | 3               |
| Бурлинський сільський округ        | -          | 3680                   | 2471                   | 1427                   | 772                    | Бурлі        | 2               |
| Кособинський сільський округ       | -          | 4660                   | 2951                   | 1237                   | 704                    | Кособа       | 4               |
| Михайловський сільський округ      | -          | 2609                   | 2163                   | 1454                   | 915                    | Михайловка   | 4               |
| Новотроїцький сільський округ      | -          | 3966                   | 3273                   | 2055                   | 1177                   | Новотроїцьке | 5               |
| Смирновський сільський округ       | -          | 2841                   | 2413                   | 1472                   | 1027                   | Смирновка    | 3               |
| Станціонний сільський округ        | -          | 3065                   | 2964                   | 2118                   | 1617                   | Станціонне   | 4               |
| Тогузацький сільський округ        | -          | 5075                   | 4629                   | 3800                   | 3060                   | Тогузак      | 9               |
| Урнецький сільський округ          | -          | 2625                   | 1778                   | 1039                   | 608                    | Прирічне     | 4               |

- 11 січня 2019 року Єсенкольський сільський округ перетворено в Лісну сільську адміністрацію[4].
- 18 грудня 2019 року Побєдинський сільський округ перетворено в Побєдинську сільську адміністрацію, Карабалицький сільський округ розділений на Карачакольську сільську адміністрацію та Кособинську сільську адміністрацію, Славенський сільський округ розділений на Октябрську сільську адміністрацію та Славенську сільську адміністрацію, Костанайський сільський округ розділений на Віренську сільську адміністрацію, Ворошиловську сільську адміністрацію, Гур'яновську сільську адміністрацію, Єльшанську сільську адміністрацію, Котлаванну сільську адміністрацію, Надеждинську сільську адміністрацію, Сарикольську сільську адміністрацію та Цілинну сільську адміністрацію; ліквідовано Карачакольську сільську адміністрацію, Кособинську сільську адміністрацію, Октябрську сільську адміністрацію та Славенську сільську адміністрацію, утворено Кособинський сільський округ; ліквідовано Віринську сільську адміністрацію, Ворошиловську сільську адміністрацію, Гур'яновську сільську адміністрацію, Єльшанську сільську адміністрацію, Котлаванну сільську адміністрацію, Надеждинську сільську адміністрацію, Сарикольську сільську адміністрацію, Тогузацьку сільську адміністрацію та Цілинну сільську адміністрацію, утворено Тогузацький сільський округ[5].

## Найбільші населені пункти
Населені пункти з чисельністю населення понад 1000 осіб:
| № | Населений пункт | Населення, осіб (1989) | Населення, осіб (1999) | Населення, осіб (2009) | Населення, осіб (2021) |
| - | --------------- | ---------------------- | ---------------------- | ---------------------- | ---------------------- |
| 1 | Карабалик       | 13802                  | 11768                  | 11080                  | 10966                  |
| 2 | Босколь         | 2961                   | 2994                   | 1874                   | 1332                   |
| 3 | Станціонне      | 1815                   | 1680                   | 1344                   | 1184                   |